# Ченига (Аляска)
Ченига (англ. Chenega, алютик: Caniqaq) — статистически обособленная местность в зоне переписи населения Чугач, штат Аляска, США.

## История
Изначально деревня была расположена на острове Ченига в заливе Принс-Уильям, однако в 1964 году она была разрушена цунами, которое было вызвано Великим Аляскинским землетрясением. В результате цунами погибли 23 человека из 68, проживавших на тот момент в Чениге. Оставшиеся в живых жители переехали в лагерь беженцев и в другие города. В 1982 году одна семья обосновалась на острове Эванс; в 1984—1991 годах на новое место переехали ещё 26 семей, основав тем самым новую деревню с названием Ченига.
В 1989 году в заливе Принс-Уильям произошел выброс нефти из танкера «Эксон Валдиз». В результате катастрофы около 10,8 млн галлонов нефти (около 260 тыс. баррелей или 40,9 млн литров) вылилось в море, сильно загрязнив огромную акваторию и всё окрестное побережье, в том числе и в районе деревни Ченига.

## География
Площадь статистически обособленной местности составляет 75,5 км², из которых 74,6 км² — суша и 0,9 км² — открытые водные пространства.

## Население
По данным переписи 2000 года население статистически обособленной местности составляло 86 человек. Расовый состав: коренные американцы — 73,26 %; белые — 22,09 % и представители двух и более рас — 4,65 %.
Из 22 домашних хозяйств в 40,9 % — воспитывали детей в возрасте до 18 лет, 63,6 % представляли собой совместно проживающие супружеские пары, в 9,1 % семей женщины проживали без мужей, 18,2 % не имели семьи. 13,6 % от общего числа семей на момент переписи жили самостоятельно, при этом 0 % составили одинокие пожилые люди в возрасте 65 лет и старше. В среднем домашнее хозяйство ведут 3,55 человек, а средний размер семьи — 3,83 человек.
Доля лиц в возрасте младше 18 лет — 33,7 %; лиц старше 65 лет — 5,8 %. Средний возраст населения — 30 лет. На каждые 100 женщин приходится 132,4 мужчин; на каждые 100 женщин в возрасте старше 18 лет — 119,2 мужчин.

## Экономика
Средний доход на совместное хозяйство — $53 750; средний доход на семью — $58 750. Средний доход на душу населения — $13 382. Около 16,7 % семей и 15,6 % жителей живут за чертой бедности.